# Agriculture syntropique
 (août 2024).

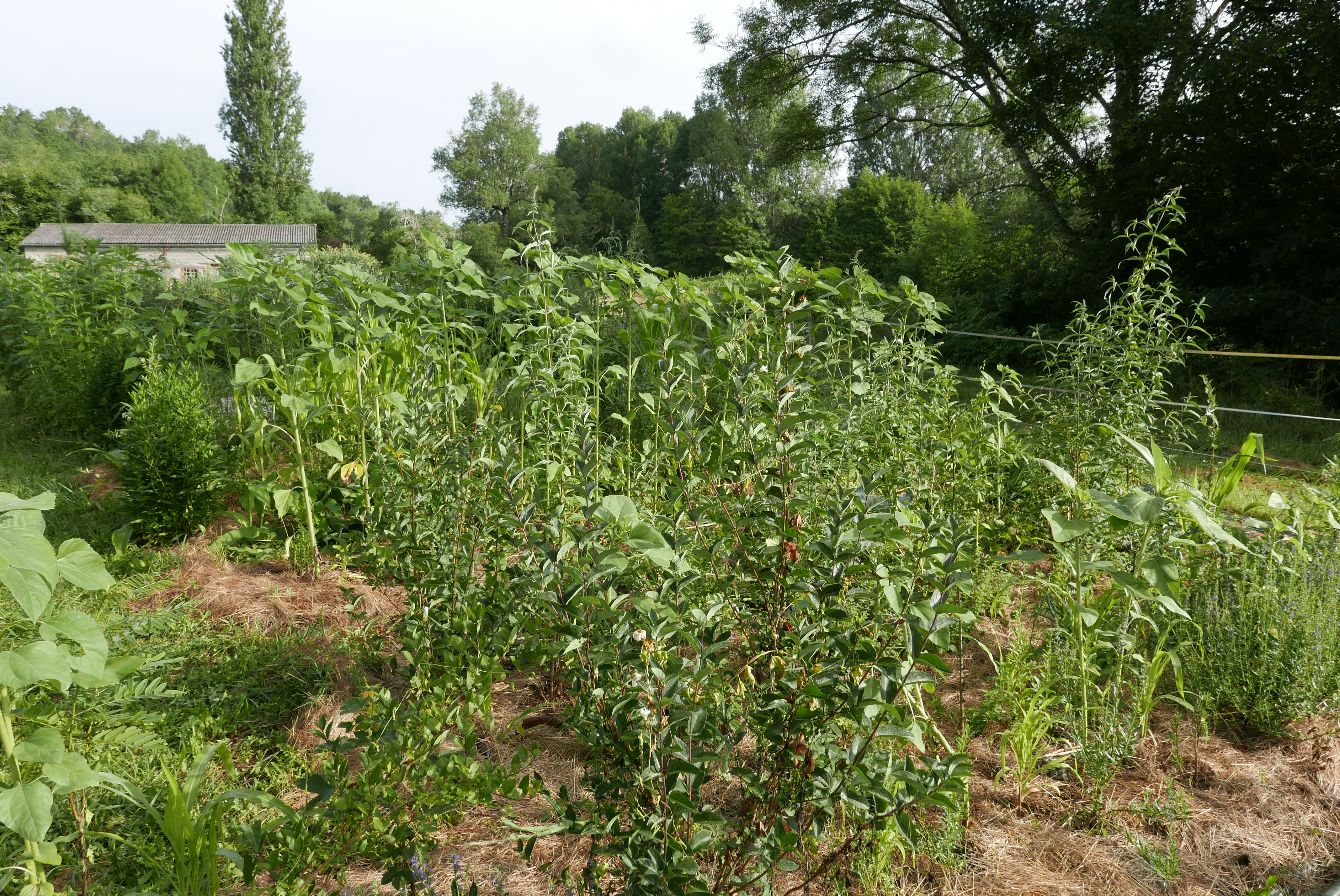
Un jardin syntropique en Dordogne.

La syntropie, ou agriculture syntropique, est une méthode d'agriculture biologique proche de l'agroforesterie et de la permaculture inventée dans les années 1980 en Amérique latine par Ernst Götsch (en), un agronome et fermier suisse-allemand.
La syntropie est fondée la compréhension des systèmes du vivant qui tendent vers l'abondance. Il s'agit de faire pousser une grande diversité de plantes pour créer une osmose ou une symbiose entre elles afin de créer de la productivité et de la complexité. 
Ses méthodes sont la densification, la production de biomasse dans l'objectif de créer des cercles vertueux. Plus on plante, plus on taille, plus on permet la pousse des plantes, et plus le sol devient riche grâce à la biomasse issue de la taille. Cela permet ainsi d'arroser le moins possible, de tendre vers des écosystèmes diversifiés voire de créer des microclimats à de grandes échelles.  
Par son caractère biomimétique et sa volonté de restaurer la fertilité du sol et des écosystèmes, la syntropie se présente comme une méthode de production de légumes, de fruits ou de bois qui permet de lutter contre les effets néfastes du réchauffement climatique et de l'anthropisation.

## Étymologie
Le terme syntropie vient du grec syntropia et signifie aller du simple vers le complexe. Elle s'oppose en cela à l'entropie, un concept thermodynamique, qui renvoie à la dégradation de la matière complexe vers des formes plus simples. La syntropie est ainsi la caractéristique d'un système d'aggradation de la matière première.  
Ce travail de complexification se fait donc par les associations entre les plantes, et par la multiplication des variétés d'espèces cultivées sur une culture. Elle s'oppose donc aux monocultures, symboles d'entropie, qui ne cultivent qu'une seule espèce de plantes. 

## Historique

### Ernst Götsch

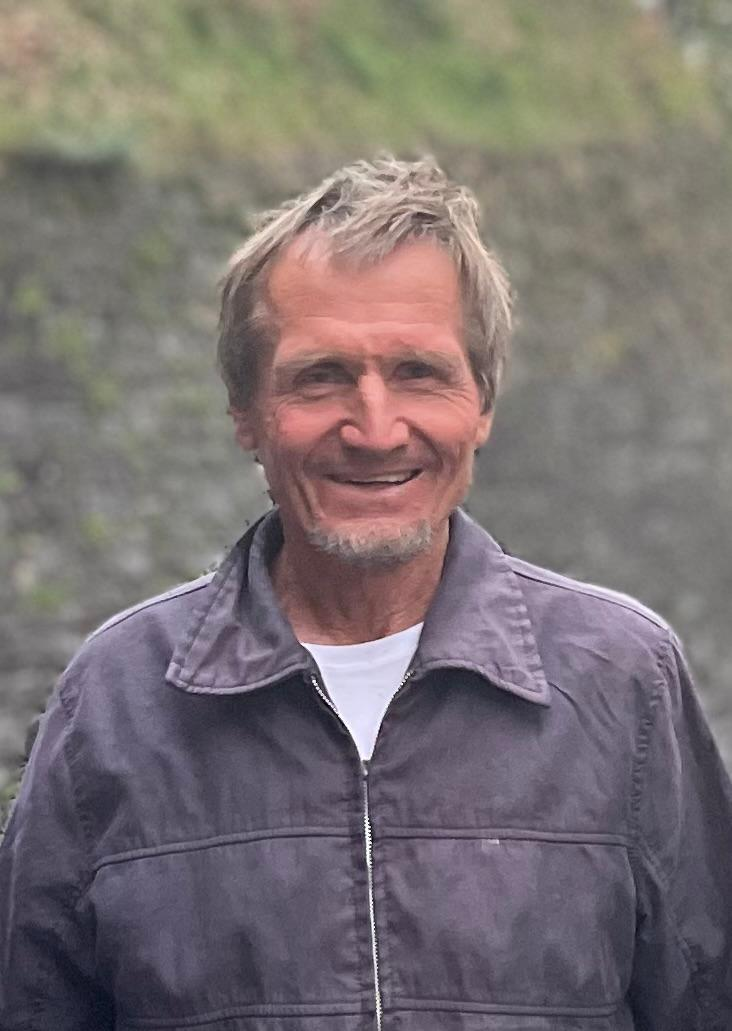
Ernst Götsch.

Né en 1948 à Raperswilen, en Suisse, Ernst Götsch est le fondateur du concept d'« agriculture syntropique ». Après des années de recherche sur l'amélioration génétique à FAP 'rich-Reckenholz, il démissionne pour se consacrer à l'agroforesterie et donne des conférences et des cours pour sensibiliser aux enjeux de la syntropie.   
Dans les années 1980, un propriétaire de Bahia qui voulait entrer sur le marché du cacao invite Ernst Götsch à gérer l'entreprise. L'ancien propriétaire avait extrait tout le bois pour fournir sa propre scierie, et avait converti les terres déforestées en pâturages. En 1982, Götsch déménage avec sa famille dans une ferme à Piraí do Norte, dans le sud de Bahia. Les 480 hectares destinés au projet lui permettent de vérifier si les méthodes qu'il a développées en Europe et au Costa Rica permettent de rétablir la fertilité du sol ainsi que d'établir une plantation de cacao productive. Au bout de quelques années, il a reboisé la propriété, introduit le cacao comme culture principale et même recréé un microclimat propre à la région. 
En 1995, il nomme la méthode qu'il a affinée « agroforesterie de succession » puis « syntropie ». Les résultats de ses recherches sont alors décrites dans Breakthrough in Agriculture,,.   

« Nous ne sommes pas les intelligents, nous faisons partie d'un système intelligent. »

Ses réflexions sont notamment influencées par les théories de l'agriculture écologique d'Hans Peter Rush, un médecin autrichien et du couple d'agriculteurs suisses Maria et Hans Muller. L'approche de Rush et Muller est celle d'une « expérience biologique globale ». C'est une approche systémique qui vise à démontrer les liens étroits de solidarité de tous les êtres vivants. Selon eux, il existerait un « cycle des substances vivantes » entre le sol, les plantes, les animaux et les hommes, au cours duquel des particules vivantes resteraient intactes. De ce point de départ, ils démontrent la nécessité d'un recyclage de la matière organique pour permettre la fécondité du sol.

### Bienvenue en Syntropie!
Ouvrage écrit par Anaëlle Théry et publié en 2024, Bienvenue en Syntropie ! est l'adaptation des concepts d'Ernst Götsch sous un climat tempéré. Après une formation en anthropologie et en histoire, Anaëlle Théry devient pépiniériste et suit la formation de Ernst Götsch en 2018.  
Pour elle, la syntropie repose sur le seul intrant dans la nature : la photosynthèse. À partir de là, il s'agit de travailler son jardin dans l'idée de l'organiser en « strates » selon l'accès des plantes à la lumière dans l'espace et dans le temps. L'organisation est donc pensée pour maximiser l'apport en photosynthèse à la fois à un instant T, mais également au fur et à mesure de l'évolution de la parcelle. Il s'agit avant tout de « planter un film » dans lequel on imaginera la succession des plantations sur le long terme (jusqu'à plus de cent ans). De cette succession des plantations dans le temps vient l'expression d'« agriculture successionnelle ».     
Inspirée de la gestion hollistique d'Allan Savory, la syntropie d'Anaëlle Théry propose de penser une pépinière, une parcelle de maraîchage ou un potager de façon globale. C'est en effet une méthode qui vise à comprendre les liens d'interdépendances entre les espèces. En connaissant le fonctionnement et les affinités entre les plantes, on peut alors leur proposer des associations qui leur sont bénéfiques. L'approche se situe dans la veine des penseurs et agriculteurs biologiques qui visent à remettre l'humain au cœur du vivant et à devenir un allié par différents moyens.     
Un de ces moyens est de créer de la « perturbation » par la taille régulière des plantations. La perturbation créée par l'humain vient alors supplanter une perturbation naturelle qui permettait le renouvellement et qui ne se fait plus du fait de l'érosion de la biodiversité. Il s'agit donc pour l'humain de comprendre les fonctionnements du vivant pour l'aider et tenter, à l'échelle d'une culture, de pallier les effets des crises environnementales.     
Pour adapter la syntropie tropicale à la France, Anaëlle Théry propose par exemple de travailler sur la densification d'une terre. La plantation en syntropie se fait en très grande quantité pour que la forme finale prenne la forme d'une jungle ou d'un jardin luxuriant. Les tailles de perturbations sont ainsi réutilisées pour densifier les plantations (ce qui reprend le concept de chop and drop en agroforesterie).     
La syntropie est également une méthode économe en eau. En effet, en complexifiant le sol, on recrée des cycles secrets de l'eau au sein d'une parcelle et on permet ainsi qu'une goutte d'eau passe par sept plantes différentes avant de sortir du jardin.      

### La Vie en syntropie
La Vie en syntropie, écrit par Dayana Andrade et Felipe Pasini,, est la traduction du livre Agricultura sintrópica de Ernst Götsch explicada, paru en décembre 2022. Le livre se présente comme un livre « d’agriculture pour les philosophes et de philosophie pour les agriculteurs ».
L’intention du livre est de partager les enseignements d’Ernst Götsch, essentiels pour comprendre son application en agroécologie. Le récit propose une explication complète, philosophique et éthique de sa pensée. Ses techniques respectent et imitent la nature, dans l’objectif de traduire la dynamique naturelle en pratiques agricoles régénératrices.